# Metaseiulus pomi
Metaseiulus pomi är en spindeldjursart som först beskrevs av Arthur W. Parrott 1906.  Metaseiulus pomi ingår i släktet Metaseiulus och familjen Phytoseiidae. Inga underarter finns listade i Catalogue of Life.